# Gjinaj
Gjinaj è una frazione del comune di Has in Albania (prefettura di Kukës).
Fino alla riforma amministrativa del 2015 era comune autonomo, dopo la riforma è stato accorpato, insieme agli ex-comuni di Fajza, Golaj e Krumë a costituire la municipalità di Has.

## Località
Il comune era formato dall'insieme delle seguenti località:
- Gjinaj
- Pusi i Thate
- Myc-Has
- Domaj
- Pogaj
- Kisha